# Softball ai Giochi panamericani
Il softball ai giochi panamericani è stato presente dall'edizione del 1979 che si svolse a San Juan di Porto Rico.
Il torneo maschile fu escluso nel 2007 e nel 2011, nelle prime 8 edizioni disputate del torneo maschile la vittoria era andata sempre al Canada davanti agli Stati Uniti d'America, mentre nel 2019 ha vinto per la prima volta l'Argentina.

## Torneo femminile
| Anno          | Ospitante      |             | Medaglie         | Medaglie        | Medaglie | Medaglie |
| Anno          | Ospitante      | Oro         | Argento          | Bronzo          | Bronzo   |          |
| 1979 Dettagli | San Juan       | Stati Uniti | Porto Rico       | Belize          |          |          |
| 1983 Dettagli | Caracas        | Canada      | Stati Uniti      | Belize          |          |          |
| 1987 Dettagli | Indianapolis   | Stati Uniti | Porto Rico       | Canada          |          |          |
| 1991 Dettagli | L'Avana        | Stati Uniti | Canada           | Cuba            |          |          |
| 1995 Dettagli | Mar del Plata  | Stati Uniti | Porto Rico       | Cuba            |          |          |
| 1999 Dettagli | Winnipeg       | Stati Uniti | Canada           | Cuba            |          |          |
| 2003 Dettagli | Santo Domingo  | Stati Uniti | Canada           | Rep. Dominicana |          |          |
| 2007 Dettagli | Rio de Janeiro | Stati Uniti | Canada Venezuela | -               |          |          |
| 2011 Dettagli | Guadalajara    | Stati Uniti | Canada           | Cuba            |          |          |
| 2015 Dettagli | Toronto        | Canada      | Stati Uniti      | Porto Rico      |          |          |
| 2019 Dettagli | Lima           | Stati Uniti | Canada           | Porto Rico      |          |          |

### Medagliere softball femminile
| #      | Nazione         | Oro | Argento | Bronzo | Totale |
| ------ | --------------- | --- | ------- | ------ | ------ |
| 1      | Stati Uniti     | 9   | 2       | 0      | 11     |
| 2      | Canada          | 2   | 6       | 1      | 8      |
| 3      | Porto Rico      | 0   | 3       | 2      | 5      |
| 4      | Venezuela       | 0   | 1       | 0      | 1      |
| 5      | Cuba            | 0   | 0       | 4      | 4      |
| 6      | Belize          | 0   | 0       | 2      | 2      |
| 7      | Rep. Dominicana | 0   | 0       | 1      | 1      |
| Totale | Totale          | 11  | 12      | 10     | 33     |

## Torneo maschile
| Anno          | Ospitante     |           | Medaglie    | Medaglie   | Medaglie | Medaglie |
| Anno          | Ospitante     | Oro       | Argento     | Bronzo     | Bronzo   |          |
| 1979 Dettagli | San Juan      | Canada    | Stati Uniti | Porto Rico |          |          |
| 1983 Dettagli | Caracas       | Canada    | Stati Uniti | Panama     |          |          |
| 1987 Dettagli | Indianapolis  | Canada    | Stati Uniti | Cuba       |          |          |
| 1991 Dettagli | L'Avana       | Canada    | Stati Uniti | Cuba       |          |          |
| 1995 Dettagli | Mar del Plata | Canada    | Stati Uniti | Cuba       |          |          |
| 1999 Dettagli | Winnipeg      | Canada    | Stati Uniti | Cuba       |          |          |
| 2003 Dettagli | Santo Domingo | Canada    | Stati Uniti | Argentina  |          |          |
| 2015 Dettagli | Toronto       | Canada    | Venezuela   | Argentina  |          |          |
| 2019 Dettagli | Lima          | Argentina | Stati Uniti | Messico    |          |          |

### Medagliere softball maschile
| #      | Nazione     | Oro | Argento | Bronzo | Totale |
| ------ | ----------- | --- | ------- | ------ | ------ |
| 1      | Canada      | 8   | 0       | 0      | 8      |
| 2      | Argentina   | 1   | 0       | 2      | 3      |
| 3      | Stati Uniti | 0   | 8       | 0      | 8      |
| 4      | Venezuela   | 0   | 1       | 0      | 1      |
| 5      | Cuba        | 0   | 0       | 4      | 4      |
| 5      | Messico     | 0   | 0       | 1      | 1      |
| 6      | Panama      | 0   | 0       | 1      | 2      |
| 6      | Porto Rico  | 0   | 0       | 1      | 1      |
| Totale | Totale      | 9   | 9       | 9      | 24     |